# Кондуфор Юрій Юрійович
Юрій Юрійович Кондуфор (30 січня 1922, Зубані — 10 січня 1997, Київ) — український історик та громадський діяч, доктор історичних наук (з 1965 року), професор (з 1968 року), академік АН УРСР (з 28 березня 1985 року). Кандидат у члени ЦК КПУ в лютому 1960 — березні 1971 та лютому 1981 — лютому 1986 року. Член ЦК КПУ в лютому 1986 — червні 1990 року. Депутат Верховної Ради УРСР 5—7-го скликань.

## Біографія
Народився 30 січня 1922 року в селі Зубанях (нині Глобинського району Полтавської області) в сім'ї вчителів. Протягом 1929—1935 років навчався в семирічній обліковій школі у місті Олександрії, а у 1939 році із золотою медаллю закінчив десятирічну школу в місті Попасній. У 1939—1940 роках навчався на історичному факультеті Харківського університету.
У жовтні 1940 року був призваний до лав Червоної армії в 111-ту танкову дивізію Забайкальського військового округу. Член ВКП(б) з 1942 року. Протягом серпня—вересня 1945 року у складі 9-го гвардійського механізованого корпусу 6-ї гвардійської танкової армії брав участь у радянсько-японській війні як командир танка.
Після демобілізації у 1946 році продовжив навчання у Харківському державному університеті імені Максима Горького, був Сталінським стипендіатом, а у 1949 році з відзнакою закінчив університет. Протягом 1949—1952 років — аспірант кафедри основ марксизму-ленінізму Харківського університету. 27 червня 1952 року достроково захистив кандидатську дисертацію на тему: «Боротьба робітничого класу і біднішого селянства України за хліб у період іноземної воєнної інтервенції і громадянської війни. 1919 рік», після чого йому було запропоновано посаду доцента на кафедрі історії КПРС цього ж університету яку він обіймав до 1958 року. Одночасно, із 1952 року був керівником лекторської групи, а з квітня (затв.) 1953 до січня 1958 року — завідувачем відділу пропаганди і агітації Харківського обласного комітету КПУ.
У січні 1958 — 1968 року — завідувач відділу науки та культури ЦК КПУ. У 1965 році в Академії суспільних наук при ЦК КПРС у Москві захистив докторську дисертацію на тему «Союз робітничого класу і селянства в період громадянської війни» (науковий консультант — академік АН СРСР І. Мінц).
У 1968—1978 роках — завідувач кафедри історії радянського суспільства, одночасно з 1973 року — декан історичного факультету Київського університету. У 1978—1993 роках — директор Інституту історії АН УРСР. З кінця 1980-х років сприяв створенню в інституті обстановки ідеологічного плюралізму та можливості дослідження принципово нових тем, таких як голод 1921—1923 років в УСРР, голодомор 1932—1933 років в УРСР, голод 1946—1947 років в УРСР, історія Української Центральної Ради, хоча сам залишався на старих методологічних позиціях. Протягом 1994—1997 років був радником директора Інституту історії України НАН України.
У 1979—1988 роках був головним редактором «Українського історичного журналу». Також був членом президії Республіканського товариства «Знання» та головою Секції суспільних наук Українського товариства дружби і культурних зв'язків із зарубіжними країнами та членом Секції з проблем розвитку історичної науки АН УРСР.
Був делегатом XXI, XXII, XXIII і XXVI з'їздів КПУ, на яких обирався кандидатом, а на XXVII-му — членом ЦК КПУ, делегатом XXVI і XXVII з'їздів КПРС.
Жив в Києві в будинку по вулиці Володимирській, 19, квартира 27. Помер в Києві 10 січня 1997 року. Похований у Києві на Байковому кладовищі.

## Наукова діяльність
Юрій Кондуфор опублікував понад 250 праць, з них — 20 монографій, в яких переважно популяризував наслідки жовтневого перевороту в Україні. Серед них:
- Робітничі продовольчі загони на Україні в 1919 році (Харків , 1953);
- Революционные события 1905—1907 гг. в Харькове и губернии (Харків, 1955; у співавторстві);
- Пролетариат Харькова в борьбе за победу Октября (Харків, 1957; у співавторстві);
- Пролетаріат Харкова у трьох революціях (Харків, 1959; у співавторстві);
- Укрепление союза рабочего класса и крестьянства на Украине в период гражданской войны (в ходе проведения продовольственной политики 1918—1920 гг.) (Київ, 1964);
- Великий Жовтень і захист його завоювань (Київ, 1971);
- История СССР: Поступающим в вузы (Київ, 1977, 1980, 1983, 1987, 1988; у співавторстві);
- Великий Октябрь на Украине (Київ, 1986).

Брав участь у колективних працях:
- Великий Жовтень і громадянська війна на Україні (Київ, 1973);
- Історія Української РСР: Короткий нарис (Київ, 1981; рос. мовою, Київ, 1983);
- Великое содружество народов-братьев. К 60-летию образования Союза ССР (Київ, 1982);
- Социалистическое строительство на Украине в годы гражданской войны (Київ, 1986);
- Великий Жовтень і Україна (Київ, 1987) та інше.

Очолював авторські колективи видань «Українська РСР в період громадянської війни. 1917—1920» (Київ, 1968, т. 2) та інше.
Головний редактор:
- Історії Української РСР (у 8-ми томах, 10-ти книгах, Київ, 1977—1979);
- Истории Украинской ССР (у 10-ти томах, Київ, 1981—85);
- Історія Києва (у 3-х томах, 4-х книгах, Київ, 1984—86);
- циклу праць з історії історії зв'язків і дружби українського, російського, білоруського і молдавського народів з 6-ти томів (Київ, 1978—1982);
- Истории рабочих Донбасса (у 2-х т., Київ, 1981).

Підготував 3 докторів і 15 кандидатів наук.

## Відзнаки
Заслужений діяч науки УРСР (з 1991 року). Лауреат Державної премії УРСР в галузі науки і техніки (1980; за вагомий особистий внесок у справу створення багатотомної «Історії Української РСР»).
Нагороджений орденами Вітчизняної війни 2-го ступеня (1991), Жовтневої Революції (1982), двома орденами Трудового Червоного Прапора (1960, 1967), орденом «Знак Пошани» (1958) та дев'ятьма медалями.